# جورج بارغر
جورج بارغر (بالإنجليزية: George Barger)‏ هو كيميائي بريطاني عاش في الفترة ما بين 4 أبريل 1878 – 5 يناير 1939.

## حياته
ولد جورج بارغر لأم بريطانية وأب هولندي، والذي كان يعمل مهندساً في مانشستر.
تلقى تعليمه في مدارس أوترخت ولاهاي في هولندا وكذلك في كلية الملك في كامبريدج. تركزت أبحاثه على مركبات أشباه القلويات، حيث تمكن من تحديد مركب التيرامين مركباً مسؤولاً عن النشاط الحيوي في مستخلصات العاكوب؛ كما ساهم بشكل كبير في تطوير تفاعلات اصطناع الثيروكسين.
انتخب بارغر زميلاً في الجمعية الملكية في مايو سنة 1919، ومنح قلادة ديفي سنة 1938.
توفي جورج بارغر سنة 1939 في بلدية إيشي في سويسرا.

## روابط خارجية
- جورج بارغر على موقع الموسوعة البريطانية (الإنجليزية)